# Sjernarøy kommun
Sjernarøy kommun (norska: Sjernarøy kommune) var en kommun i Rogaland fylke i sydvästra Norge. Kommunen omfattade ett område i den nordöstra delen av nuvarande Stavangers kommun. Bebyggelsen på ön Kyrkjøyna utgjorde kommunens centralort.

## Administrativ historik
Sjernarøy kommun upprättades den 1 januari 1868 genom utbrytning ur Nedstrands kommun. Kommunen hade 922 invånare vid upprättandet.
Den 1 januari 1965 gick Sjernarøy kommun, tillsammans med delar av kommunera Fister och Jelsa, upp i Finnøy kommun. Kommunens hade då 819 invånare.
Området utgör sedan den 1 januari 2020 en del av Stavangers kommun.